# Campo do Tenente
Campo do Tenente é um município brasileiro do estado do Paraná. Sua população, conforme estimativas do IBGE de 2018, era de 7 894 habitantes.
Situa-se na Microrregião Homogênea de Rio Negro, no segundo Planalto Paranaense, na porção sul-sudeste do Estado, identificado pela vegetação campestre, com relevo ondulado. Com uma extensão territorial de 30.200 ha, tem uma área urbana de 5.000 ha e a área rural de 25.200 ha.
Sua altitude média é de 802 metros do nível do mar, limitando-se ao Norte e Noroeste com o município da Lapa, Nordeste com Quitandinha, Leste com Quitandinha e Piên, e a Sudeste e Oeste com o município de Rio Negro.
Dista 20 quilômetros de Rio Negro, 30 quilômetros da Lapa e 85 quilômetros de Curitiba, capital do estado, por rodovias estaduais e federais.

## Etimologia
É termo de origem geográfica, que vem desde o século XVIII, constando em mapas cartográficos de grande importância histórica (Mapa Geográfico da América Meridicional de Olmidilla - 1775, e Mapa da Capitania de São Paulo - 1880). Segundo o IBGE, o termo "Tenente" deve-se a existência de um acampamento militar (em tempos de Guerra dos Farrapos), sob o comando de um tenente, ficando o local, desde então, conhecido pela denominação "Campo do Tenente".

## História
Remontam ao ciclo do tropeirismo as origens históricas do povo tenentiano, quando se transportava gado dos pampas gaúchos até a Capitania de São Paulo, através do histórico "Caminho Sorocaba-Viamão".
É fato que nesse caminho, única comunicação terrestre de São Paulo com a parte sul do país, permitiu que a longo de seu trajeto surgissem inúmeras povoações, mais tarde importantes cidades.
Comprova-se a antiguidade do lugar, pela citação de mapas datados a partir do século XVIII: 
O Mapa da América Meridional, de Olmidilla, 1775, traça a estrada de São Paulo até a localidade de Pitanga, nas nascente do Rio Tibagi, daí em diante assinala as localidades por elas atingidas.— Romário Martins História do Paraná, pg. 110
 Segundo o historiador a reconstituição do itinerário incluiria entre tantas localidades, a de Campo do Tenente. Mais adiante, nesta ciranda secular, observamos que no ano de 1800, novamente Campo do Tenente é citado no mapa da Capitania de São Paulo. Nesta época a região era um grande vazio demográfico, habitado quase que exclusivamente por povos indígenas.
Em 1816 João da Silva Machado investiu na tentativa de colonização da região e levou para Rio Negro cinquenta casais de açorianos, que não se fixaram, dispersando-se. Em 1829, chegaram à região da vizinha Rio Negro os primeiros imigrantes alemães. Estes fatores contribuíram decisivamente para o povoamento da imensa região, consequentemente ao povo tenentiano, que começava a se organizar. Registros históricos nos dão a data de 1847, como sendo o ano da povoação de Campo do Tenente.
Dois fatores contribuíram para o progresso do lugar, a inauguração da estrada de ferro em 1894 e a chegada da energia elétrica, de forma gratuita, no ano de 1907. Este presente comunitário foi oferecido pelo major Henrique Stahlke, que instalou uma indústria no lugar, gerando energia elétrica, favorecendo a localidade.
Na Divisão Territorial de 1936, figurava Campo do Tenente como Distrito Administrativo e Judiciário do município de Rio Negro.
Em 25 de janeiro de 1961, pela Lei Estadual nº 4.338, sancionada pelo governador Moysés Lupion, foi criado o município de Campo do Tenente, com território desmembrado do município de Rio Negro. A instalação deu-se no dia 29 de outubro de 1961. O primeiro prefeito municipal foi Victor Bussmann.

## Demografia
O município contava com 7 125 habitantes conforme o censo demográfico realizado pelo IBGE em 2010.

## Transporte
O município de Campo do Tenente é servido pelas seguintes rodovias:
- BR-116, que passa por seu território, que liga Curitiba a Porto Alegre
- PR-427, que liga a cidade ao município de Lapa